# Jim Brewer
Pour les articles homonymes, voir Brewer.
James Turner Brewer (né le 3 décembre 1951, à Maywood, Illinois) est un ancien joueur américain de basket-ball. Ailier fort de 2,06 m, Brewer intègre l'université du Minnesota avant d'être sélectionné par les Cavaliers de Cleveland lors du premier tour (2e choix) de la draft 1973.
Il joue neuf saisons en NBA jusqu'à sa retraite en 1982. Il joue ensuite en Italie au Pallacanestro Cantù en Série A avec Pierluigi Marzorati et Antonello Riva sous la conduite de l'entraîneur Giancarlo Primo. Il remporte l'Euroligue et une Intercontinental Cup.
Il travaille ensuite en tant que directeur du personnel, entraîneur adjoint et assistant du "general manager" pour les Timberwolves du Minnesota (1990-1994), entraîneur adjoint des Los Angeles Clippers (1994-1998) et entraîneur adjoint des Raptors de Toronto (2000-2002).